# П'єр Луї Антуан Кордьє
П'єр Луї Антуан Кордьє (фр. Pierre-Louis-Antoine Cordier; 31 березня 1777, Аббевіль — 30 березня 1861), Париж) — французький геолог, петрограф і мінералог. Педагог, професор мінералогії та геології. Дійсний член Французької Академії наук (1822). Пер Франції (з 1839).
Відкрив явище дихроїзму. Один із засновників французького Геологічного товариства.

## Біографія
Народився в родині англійського походження.
З 1794 навчався в  Гірничій школі Парижа.
У 1797 році отримав диплом гірничого інженера. Досліджував питання формування долини Нілу.
У 1822 році очолив секцію мінералогії Гірничої школи.
Один із засновників і президент  Геологічного товариства Франції (1830). З 1832 — генеральний інспектор шахт Південно-західної частини Франції, з 1834 — офіційний віце-президент Генеральної гірничої ради. Антуан Кордьє займав цю посаду аж до своєї смерті.
У 1837 став членом  Державної ради Франції.
З 1839 року —  пер Франції.
З 1804 по 1861 — професор геології в Гірничій школі Парижа.
 
У 1819—1861 роках співробітник  Національного музею природної історії в Парижі. Кілька разів обирався директором  Національного музею в Парижі (1824—1825, 1832—1833, 1836—1837).
Кордье є творцем геологічної галереї Музею, яка виросла з 12 000 зразків в 1819 році до 200 000 до моменту його смерті, створив, організував і класифікував колекцію.
Кордье є засновником мікроскопічної мінералогії. Багато уваги вчений приділяв вивченню внутрішньої температури Землі (1827) і вулкан ів. Автор робіт із загальної геології.